# Schnappi und seine Freunde
Schnappi und seine Freunde är det första albumet av Schnappi. Det gavs ut 2005.

## Låtlista
1. "Schnappi, Das Kleine Krokodil" - 2:09
2. "Mahlzeit" - 2:25
3. "Ein Pinguin" - 2:12
4. "Ein Lama in Yokohama" - 2:02
5. "Känguru" - 4:01
6. "Sieben Hummeln" - 2:11
7. "Ri-Ra-Rad" - 2:30
8. "Krötenkäpt'n" - 2:04
9. "Teddybärtanz" - 2:48
10. "Hase Moppel" - 2:16
11. "Das kleine Nilpferd" - 1:56
12. "Abends am Nil" - 4:54
13. "Schnappi" (karaokeversion) - 2:09
14. "Mahlzeit" (karaokeversion) - 2:25
15. "Ein Lama in Yokohama" (karaokeversion) - 2:02
16. "Krötenkäpt'n" (karaokeversion) - 2:04
17. "Das kleine Nilpferd" (karaokeversion) - 1:56

## Listplaceringar
| Land    | Placering        |
| ------- | ---------------- |
| Sverige | 24[källa behövs] |